# 大安インターチェンジ
大安インターチェンジ（だいあんインターチェンジ）は、三重県いなべ市にある東海環状自動車道のインターチェンジである。
2019年（平成31年）3月17日に供用開始。2024年（令和6年）4月10日よりETC専用料金所に変更されたため、ETC車載器を搭載していない車両は利用できなくなった。
同日、東員インターチェンジもETC専用料金所に変更されたため、ETC車載器を搭載していない車両は開通済の東海環状自動車道を利用できなくなった。

## 歴史
- 2019年（平成31年）
  - 2月6日 : IC名称を「大安IC」に正式決定[3]。
  - 3月17日 : 大安IC - 東員IC間の開通に伴い供用開始[3]。
- 2024年（令和6年）4月10日 : 料金所がETC専用になる[4]。
- 2025年（令和7年）3月29日 : いなべIC - 大安IC間が開通[5]。

## 周辺

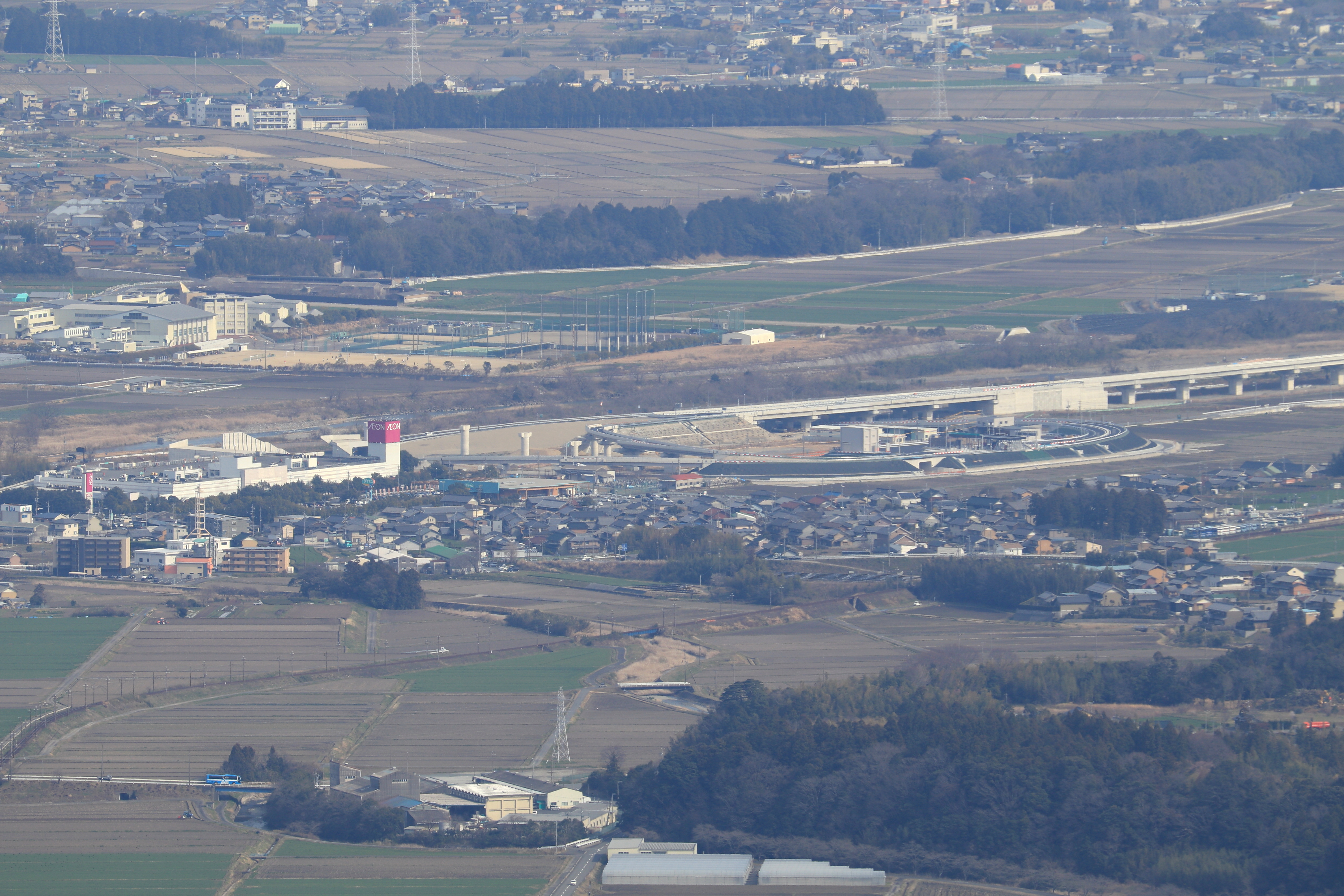
周辺、左にグリーンプラザ大安（イオン大安店）、左奥に三重県立いなべ総合学園高等学校

- 員弁川
- グリーンプラザ大安（イオン大安店）
- 三重県立いなべ総合学園高等学校

## 接続する道路
- 直接接続
  - 国道365号（員弁バイパス）
- 間接接続
  - 国道421号
  - 三重県道9号四日市員弁線

## 料金所
- ブース数 : 5

レーン運用は、メンテナンスなどの事情によって変更される場合がある。

### 入口
- ブース数 : 2
  - ETC/サポート : 1
  - ETC専用 : 1

### 出口
- ブース数 : 3
  - ETC専用 : 2
  - サポート : 1

## 隣
C3 東海環状自動車道
(18) いなべIC - (19) 大安IC - (20) 東員IC